# Sounds good〜日めくり写真〜
『sounds good〜日めくり写真〜』（サウンズ・グッド ひめくりしゃしん）は、the★tambourinesの4枚目のアルバム。

## 内容
シングル収録曲以外自作曲を手がけたフルアルバムで、「セカイのつづき」のみ松永安未による作曲。それまでのオリジナル・アルバムの中では収録時間が最も長い。

## 批評
『CDジャーナル』は「麻井寛史と亀井俊和のリズム隊がバンドのユニークなカバーを醸し出している」と評した。

## 収録曲
1. don't stop music
作詞：松永安未　作曲：大野愛果　編曲：麻井寛史
2. 夜更かしランデヴー
作詞：松永安未　作曲・編曲：麻井寛史
3. never ever (album mix)
作詞：松永安未　作曲：三好誠　編曲：麻井寛史
4. 春・夏・秋・冬
作詞：松永安未　作曲・編曲：麻井寛史
5. 色
作詞：松永安未　作曲・編曲：麻井寛史
6. letter
作詞：松永安未　作曲・編曲：麻井寛史
7. セカイのつづき
作詞・作曲：松永安未　編曲：麻井寛史
8. photograph
作詞：松永安未　作曲・編曲：麻井寛史
9. とおいまち
作詞：松永安未　作曲・編曲：麻井寛史
10. ネバーランド
作詞：松永安未　作曲・編曲：麻井寛史
11. うたたね
作詞：松永安未　作曲・編曲：麻井寛史

## 参加ミュージシャン
- 大賀好修（nothin' but love・OOM・Sensation） - ギター(#1, 2, 4 - 7, 9, 10)
- 三好誠（rumania montevideo） - ギター(#3)
- 大野愛果 - コーラス(#1)